# 挽歌
挽歌（英语：Elegy）或哀歌、悲歌，本來是指一种詩歌韻律，但通常指寫給死者的诗歌，以此反射对某人之死的哀痛。

## 中國輓歌的定義
古時送葬，執绋挽喪車前進的人，所唱哀悼死者的詩歌。

## 中國輓歌的起源
據《顏氏家訓‧文章》：“輓歌辭者，或曰古者《虞殯》之歌，或曰出自田橫之客，皆為生者弔往告哀之意。”輓歌的起源分兩種說法。最先見於記錄的一首叫做〈虞殯〉，載於《左傳‧哀公十一年》。
一說是田橫之客所創。據《史記‧田儋列傳》，田橫自刎，從者二人奉首獻高帝，二從者忍痛完成使命，心不勝哀而不敢哭，只好以歌當哭。
另一說是語出晉書·卷二十·禮志中：「新禮以為輓歌出於漢武帝役人之勞歌，聲哀切，遂以為送終之禮。」「輓歌」亦作「挽歌」。

## 中國輓歌作品
《文選》卷二十八有“挽歌”一類。
另外，著名的挽歌有：
- 白居易的挽歌